# Anaspis acanthura
Anaspis acanthura là một loài bọ cánh cứng trong họ Scraptiidae. Loài này được Ermisch miêu tả khoa học năm 1962.